# Arrondissement Céret
Arrondissement Céret er et fransk arrondissement i departementet Pyrénées-Orientales i regionen Occitanie. Arealet er 1214,1 km² og befolkningstallet 129.885 (107 indbyggere/km²).
De største byer er Argelès-sur-Mer, Saint-Cyprien, hovedbyen Céret og Le Boulou.

## Inddeling
Arrondissementet Céret omfatter følgende 64 kommuner. Kommunerne er samlet i de interkommunale enheder Vallespir, Haut Vallespir, Aspres, Albères-Cote Vermeille-Illibéris og Sud-Roussillon.
1. L'Albère
2. Alénya
3. Amélie-les-Bains-Palalda
4. Argelès-sur-Mer
5. Arles-sur-Tech
6. Bages
7. Banyuls-dels-Aspres
8. Banyuls-sur-Mer
9. La Bastide
10. Le Boulou
11. Brouilla
12. Caixas
13. Calmeilles
14. Camélas
15. Castelnou
16. Cerbère
17. Céret
18. Collioure
19. Corneilla-del-Vercol
20. Corsavy
21. Coustouges
22. Les Cluses
23. Elne
24. Fourques
25. Lamanère
26. Laroque-des-Albères
27. Latour-Bas-Elne
28. Llauro
29. Maureillas-las-Illas
30. Montauriol
31. Montbolo
32. Montescot
33. Montesquieu-des-Albères
34. Montferrer
35. Oms
36. Ortaffa
37. Palau-del-Vidre
38. Passa
39. Le Perthus
40. Port-Vendres
41. Prats-de-Mollo-la-Preste
42. Reynès
43. Saint-André
44. Sainte-Colombe-de-la-Commanderie
45. Saint-Cyprien
46. Saint-Génis-des-Fontaines
47. Saint-Jean-Lasseille
48. Saint-Jean-Pla-de-Corts
49. Saint-Laurent-de-Cerdans
50. Saint-Marsal
51. Serralongue
52. Sorède
53. Taillet
54. Taulis
55. Le Tech
56. Terrats
57. Théza
58. Thuir
59. Tordères
60. Tresserre
61. Trouillas
62. Villelongue-dels-Monts
63. Villemolaque
64. Vivès

## Før 2017
1. januar 2017 blev 24 kommuner fra Arrondissement Perpignan overført til Céret. Indtil da omfattede
Arrondissementet Céret kommunerne i følgende kantoner:
- Argelès-sur-Mer
- Arles-sur-Tech
- Céret
- Côte Vermeille
- Prats-de-Mollo-la-Preste

42°29′09″N 2°44′59″Ø / 42.4858°N 2.7497°Ø